# Morchard Road (stacja kolejowa)
Morchard Road – stacja kolejowa obsługująca wieś Morchard Bishop w hrabstwie Devon na linii kolejowej Tarka Line. Stacja bez sieci trakcyjnej.

## Ruch pasażerski
Stacja obsługuje ok. 16 274 pasażerów rocznie (dane za rok 2021/2022). Posiada bezpośrednie połączenia z Exeterem, Crediton i Barnstaple. Pociągi odjeżdżają ze stacji co godzinę. Pociągi zatrzymują się na stacji na żądanie.

## Obsługa pasażerów
Automaty biletowe, przystanek autobusowy.